# Jupiter (Románia)
Jupiter falu Constanța megyében, Dobrudzsában, Romániában. Közigazgatásilag Mangalia városához tartozik.

## Fekvése
A település az ország délkeleti részén, a Fekete-tenger partján található, Mangaliától öt kilométerre északra. Szomszédos északra Neptun, délre pedig Cap Aurora településekkel, nyugati irányban a Comorova erdő húzódik. Jupiter északi részén látható a mesterségesen kialakított Tismana-tó.

## Története
Az üdülőfalut az 1970-es évek elején építették.

## Turizmus
Tengerpartjának hossza körülbelül egy kilométer, jellemzően homokos, mesterségesen létrehozott öblökkel és stégekkel tarkítva. Szállodáinak túlnyomó része három vagy két csillagos.

## Külső hivatkozások
- Plaja.ro
- Romturism.ro